# Vallée Athletic Club de Bouaké
Le Vallée Athletic Club de Bouaké (VAC Bouaké) est un club de football ivoirien basé à Bouaké. Il joue ses matches au Stade de Bouaké d'une capacité de 25 000 à 35 000 places, situé au centre du pays. 
En 2008, le club évolue en Championnat de Côte d'Ivoire de 3e division, après une saison en MTN Ligue 2.